# Pliosauroïdeus
Els pliosauroïdeus (Pliosauroidea) són un subordre de sauròpsids plesiosaures, que visqueren des del Triàsic superior fins al Cretaci superior. Aquests rèptils marins no eren parents dels dinosaures, amb els quals de vegades se'ls associa, sinó parents molt distants dels llangardaixos moderns.

## Característiques
Es caracteritzaven per tenir un cos robust i ample, cap gran amb dents enormes, les puntes de les quals sobresortien de les maixelles i quatre aletes grans com a rems que els donaven molta velocitat en un impuls. Assolien longituds de 4 a 18 metres pel que caçaven preses grans com a peixos, calamars, amonits, taurons i altres rèptils marins com ictiosaures i plesiosaures. Van ser reemplaçats a la fi del Cretacic per depredadors més ràpids i millor adaptats al mitjà com els mosasaures.

## Diversitat
Els gèneres de major grandària són Liopleurodon, Pliosaurus i Kronosaurus; altres gèneres ben coneguts són a Rhomaleosaurus, Peloneustes i Macroplata. Se n'han trobat espècimens fòssils a Anglaterra, Mèxic, Estats Units, Àfrica, Sud-amèrica, Austràlia, i la regió de l'Àrtida pròxima a Noruega.
Molts dels pliosaures més primitius (des del Retià fins al Juràssic inferior) eren molt similars als plesiosaures en aparença i fins i tot foren inclosos en la família Plesiosauridae.

## Taxonomia
El grup originalment només incloïa als membres de la família Pliosauridae, de l'ordre Plesiosauria, però diversos altres gèneres i famílies ara són inclosos, encara que el nombre i els detalls de quins d'ells són inclosos varien d'acord amb la classificació que sigui usada.
- Subordre Pliosauroidea
  - Bishanopliosaurus
  - Megalneusaurus
  - Pachycostasaurus
  - Sinopliosaurus
  - Thalassiodracon
  - Archaeonectrus
  - Eurycleidus
  - Família Rhomaleosauridae
    - Umoonasaurus
    - Yuzhoupliosaurus
    - Hexatarostinus
    - Rhomaleosaurus
    - Simolestes

  - Família Leptocleididae
    - Leptocleidus

  - Família Pliosauridae
    - Plesiopleurodon
    - Polyptychodon
    - Maresaurus
    - Macroplata
    - Hauffiosaurus
    - Kronosaurus
    - Peloneustes
    - Liopleurodon
    - Brachauchenius
    - Pliosaurus